# Jenny Danielsson
Jenny-Julia Danielsson (Espoo, 30 agosto 1994) è una calciatrice finlandese, centrocampista offensiva del Dallas Trinity e della nazionale finlandese.

## Palmarès
- Coppa di Finlandia: 2

Honka: 2014, 2015
- Campionato svedese di seconda divisione: 1

AIK: 2020